# Berneuil (Haute-Vienne)
Pour les articles homonymes, voir Berneuil.
Berneuil (Bernuèlh en occitan) est une commune française située dans le département de la Haute-Vienne en région Nouvelle-Aquitaine.
Ses habitants sont appelés les Berneuillais.

## Géographie

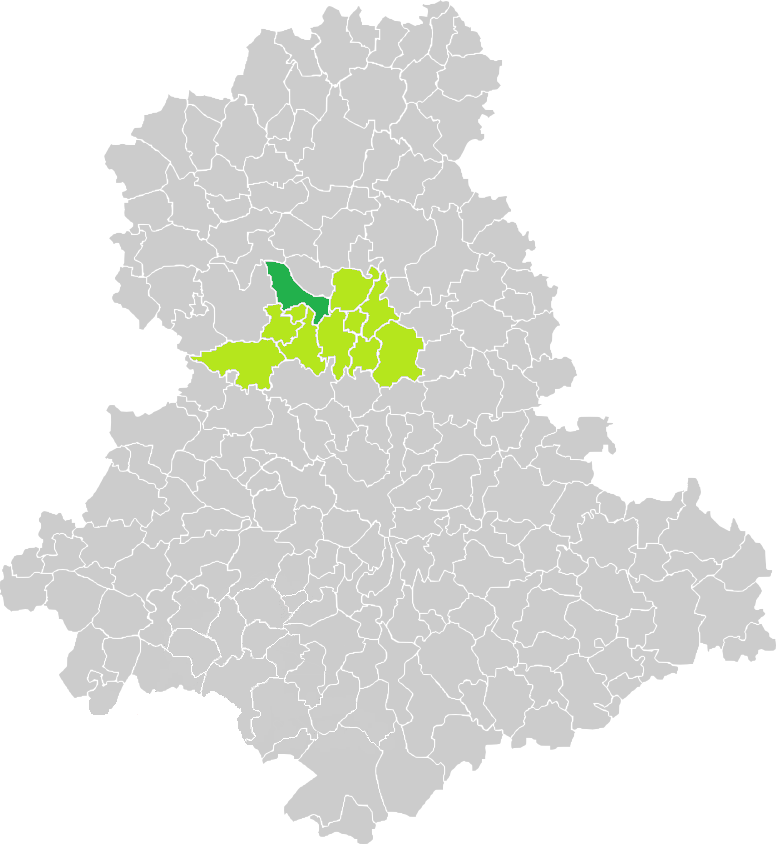
Situation de commune de Berneuil en Haute-Vienne.

La commune de Berneuil est située à 35 km de Limoges, la plus grande ville des environs.
Elle est traversée par la nationale N 147.

### Communes limitrophes
| Bellac | Saint-Junien-les-Combes | Saint-Pardoux-le-Lac |
| Blond  | Berneuil                | Nantiat              |
| Vaulry | Breuilaufa              | Chamboret            |

### Climat
Pour des articles plus généraux, voir Climat de la Nouvelle-Aquitaine et Climat de la Haute-Vienne.
Historiquement, la commune est exposée à un climat océanique limousin.  
En 2020, Météo-France publie une typologie des climats de la France métropolitaine dans laquelle la commune est exposée à un climat océanique altéré et est dans une zone de transition entre les régions climatiques « Poitou-Charentes » et « Ouest et nord-ouest du Massif Central »0.
Pour la période 1971-2000, la température annuelle moyenne est de 11,3 °C, avec une amplitude thermique annuelle de 14,9 °C. Le cumul annuel moyen de précipitations est de 950 mm, avec 13,2 jours de précipitations en janvier et 7,6 jours en juillet. Pour la période 1991-2020, la température moyenne annuelle observée sur la station météorologique la plus proche, située sur la commune de Nantiat à 8,48 km à vol d'oiseau, est de 12,0 °C et le cumul annuel moyen de précipitations est de 1 099,6 mm,. Pour l'avenir, les paramètres climatiques de la commune estimés pour 2050 selon différents scénarios d’émission de gaz à effet de serre sont consultables sur un site dédié publié par Météo-France en novembre 2022.

## Urbanisme

### Typologie
Au 1er janvier 2024, Berneuil est catégorisée commune rurale à habitat très dispersé, selon la nouvelle grille communale de densité à sept niveaux définie par l'Insee en 2022.
Elle est située hors unité urbaine. Par ailleurs la commune fait partie de l'aire d'attraction de Limoges, dont elle est une commune de la couronne,. Cette aire, qui regroupe 127 communes, est catégorisée dans les aires de 200 000 à moins de 700 000 habitants,.

### Occupation des sols
L'occupation des sols de la commune, telle qu'elle ressort de la base de données européenne d’occupation biophysique des sols Corine Land Cover (CLC), est marquée par l'importance des territoires agricoles (84,1 % en 2018), en augmentation par rapport à 1990 (82,4 %). La répartition détaillée en 2018 est la suivante : 
prairies (38,9 %), zones agricoles hétérogènes (23,4 %), terres arables (21,8 %), forêts (15 %), milieux à végétation arbustive et/ou herbacée (0,9 %). L'évolution de l’occupation des sols de la commune et de ses infrastructures peut être observée sur les différentes représentations cartographiques du territoire : la carte de Cassini (XVIIIe siècle), la carte d'état-major (1820-1866) et les cartes ou photos aériennes de l'IGN pour la période actuelle (1950 à aujourd'hui).

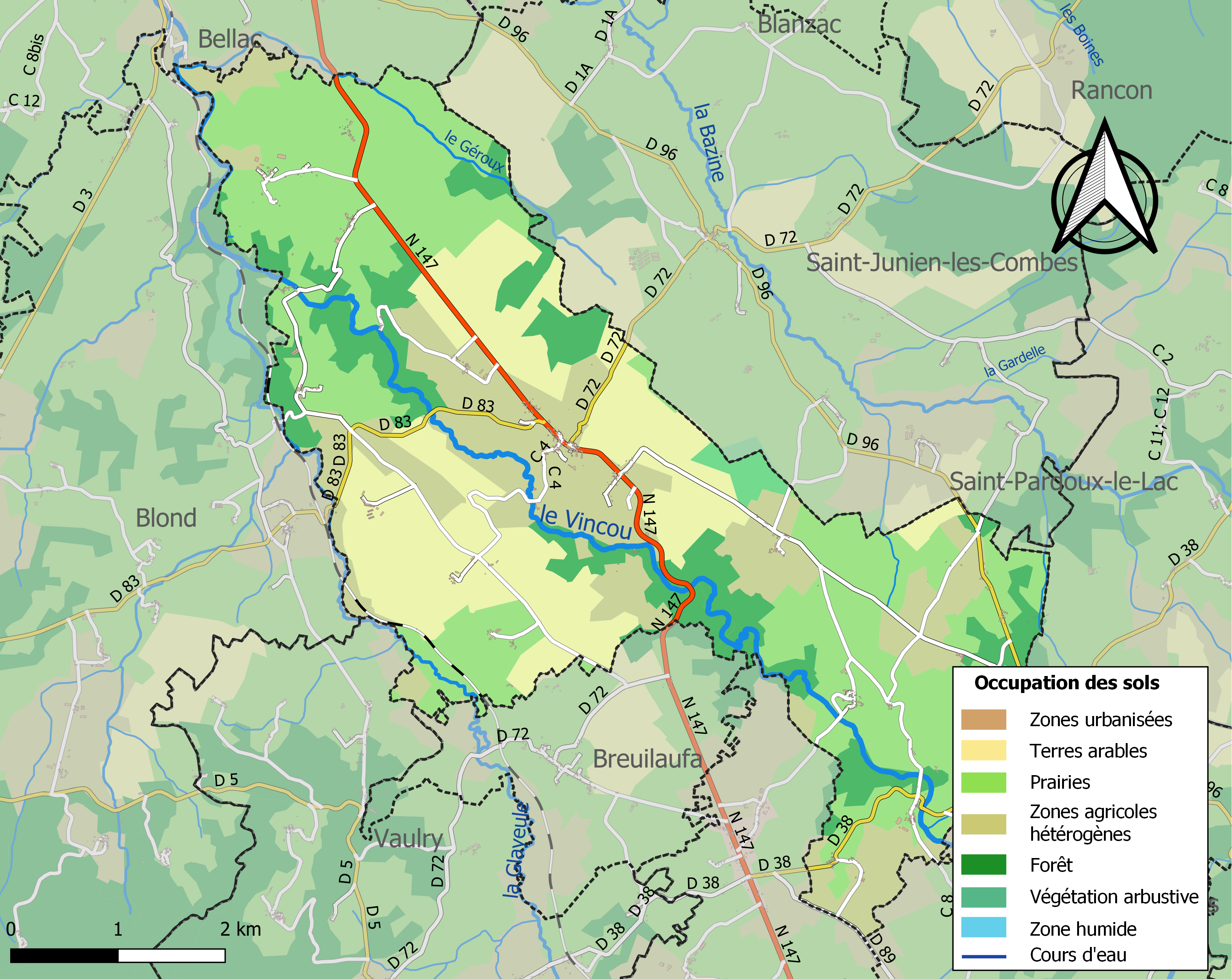
Carte des infrastructures et de l'occupation des sols de la commune en 2018 (CLC).

### Risques majeurs
Le territoire de la commune de Berneuil est vulnérable à différents aléas naturels : météorologiques (tempête, orage, neige, grand froid, canicule ou sécheresse) et séisme (sismicité faible). Il est également exposé à un risque particulier : le risque de radon. Un site publié par le BRGM permet d'évaluer simplement et rapidement les risques d'un bien localisé soit par son adresse soit par le numéro de sa parcelle.

#### Risques naturels

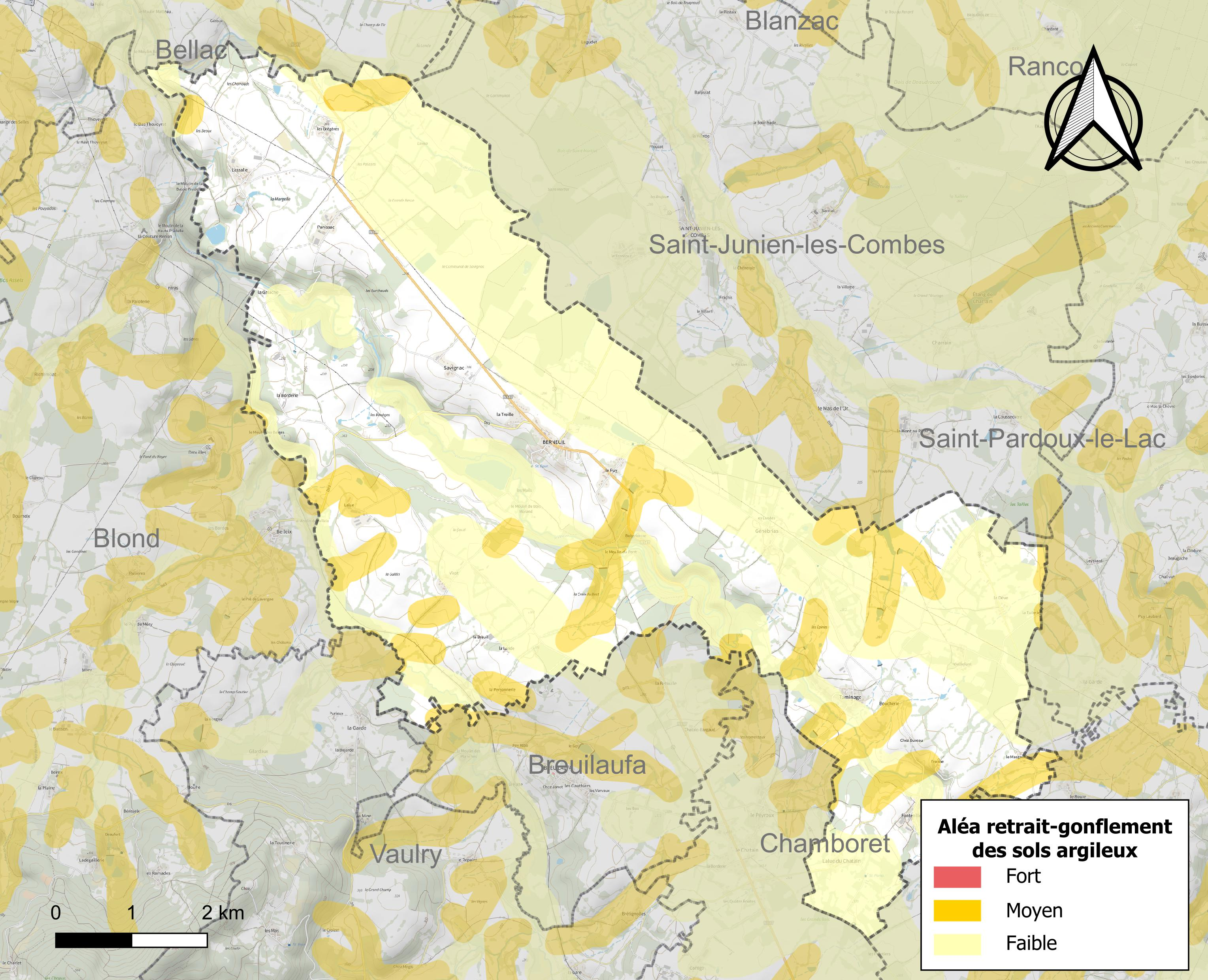
Carte des zones d'aléa retrait-gonflement des sols argileux de Berneuil.

Le retrait-gonflement des sols argileux est susceptible d'engendrer des dommages importants aux bâtiments en cas d’alternance de périodes de sécheresse et de pluie. 14,2 % de la superficie communale est en aléa moyen ou fort (27 % au niveau départemental et 48,5 % au niveau national métropolitain). Depuis le 1er octobre 2020, en application de la loi ÉLAN, différentes contraintes s'imposent aux vendeurs, maîtres d'ouvrages ou constructeurs de biens situés dans une zone classée en aléa moyen ou fort,.
La commune a été reconnue en état de catastrophe naturelle au titre des dommages causés par les inondations et coulées de boue survenues en 1982 et 1999 et par des mouvements de terrain en 1999.

#### Risque particulier
Dans plusieurs parties du territoire national, le radon, accumulé dans certains logements ou autres locaux, peut constituer une source significative d’exposition de la population aux rayonnements ionisants. Selon la classification de 2018, la commune de Berneuil est classée en zone 3, à savoir zone à potentiel radon significatif.

## Histoire
De l'époque gallo-romaine, car la localité fut, à n'en pas douter, un site romain ; des vestiges, tuiles à rebord, bas-relief ont été retrouvés dans le village ; Berneuil porta le nom Berreuil jusqu'en 1719, puis Barneuil jusqu'à l'époque de l'Intendant Turgot, où elle prendra son nom actuel.
Jusqu'à la Révolution française, la paroisse et le bourg ont fait partie de la commanderie de Breuilaufa. Le commandeur hospitalier y percevait des rentes et la dîme avec droit de haute, moyenne et basse justice.

## Politique et administration

### Liste des maires
| Période                                  | Période   | Identité        | Étiquette | Qualité |
| ---------------------------------------- | --------- | --------------- | --------- | ------- |
| Les données manquantes sont à compléter. |           |                 |           |         |
| mars 2001                                | mars 2008 | Armand Benoiton | PS        |         |
| mars 2008                                | mars 2014 | Bernard Rivaud  |           |         |
| mars 2014                                | mars 2020 | Guy Mérigout    | PS        | Cadre   |
| 2020                                     | En cours  | Eliane Boyer    |           |         |

## Population et société

### Démographie
L'évolution du nombre d'habitants est connue à travers les recensements de la population effectués dans la commune depuis 1793. Pour les communes de moins de 10 000 habitants, une enquête de recensement portant sur toute la population est réalisée tous les cinq ans, les populations de référence des années intermédiaires étant quant à elles estimées par interpolation ou extrapolation. Pour la commune, le premier recensement exhaustif entrant dans le cadre du nouveau dispositif a été réalisé en 2008.

En 2022, la commune comptait 429 habitants, en évolution de +2,14 % par rapport à 2016 (Haute-Vienne : −0,68 %, France hors Mayotte : +2,11 %).
| 1793 | 1800 | 1806 | 1821  | 1831  | 1836 | 1841 | 1846  | 1851  |
| ---- | ---- | ---- | ----- | ----- | ---- | ---- | ----- | ----- |
| 945  | 990  | 941  | 1 026 | 1 026 | 997  | 918  | 1 030 | 1 071 |

| 1856 | 1861  | 1866  | 1872  | 1876  | 1881  | 1886  | 1891  | 1896  |
| ---- | ----- | ----- | ----- | ----- | ----- | ----- | ----- | ----- |
| 997  | 1 080 | 1 093 | 1 082 | 1 058 | 1 103 | 1 148 | 1 172 | 1 218 |

| 1901  | 1906  | 1911  | 1921 | 1926 | 1931 | 1936 | 1946 | 1954 |
| ----- | ----- | ----- | ---- | ---- | ---- | ---- | ---- | ---- |
| 1 206 | 1 034 | 1 045 | 832  | 760  | 757  | 725  | 701  | 587  |

| 1962 | 1968 | 1975 | 1982 | 1990 | 1999 | 2006 | 2008 | 2013 |
| ---- | ---- | ---- | ---- | ---- | ---- | ---- | ---- | ---- |
| 631  | 574  | 484  | 422  | 444  | 430  | 418  | 415  | 422  |

| 2018 | 2022 | - | - | - | - | - | - | - |
| ---- | ---- | - | - | - | - | - | - | - |
| 432  | 429  | - | - | - | - | - | - | - |

## Culture locale et patrimoine

### Lieux et monuments
- Église Saint-Cessateur du XIIIe siècle.

En partie reconstruite en 1889, sculpture gallo-romaine sur la façade ouest, retables et sculptures des XVIIe et XVIIIe siècles.
- Le Moulin du Pont situé sur le Vincou[Note 4], ancien moulin banal de la commanderie de Breuilaufa[19].
- La forêt et le pont de La Varogne[Note 5].

Berneuil possède plusieurs monuments mégalithiques :
- Dolmen de La Borderie[26] ;
- Dolmen de La Lue[27] ;
- Dolmen de Taminage[28] ;
- Deux des dolmens de la Betoulle[29],[30].

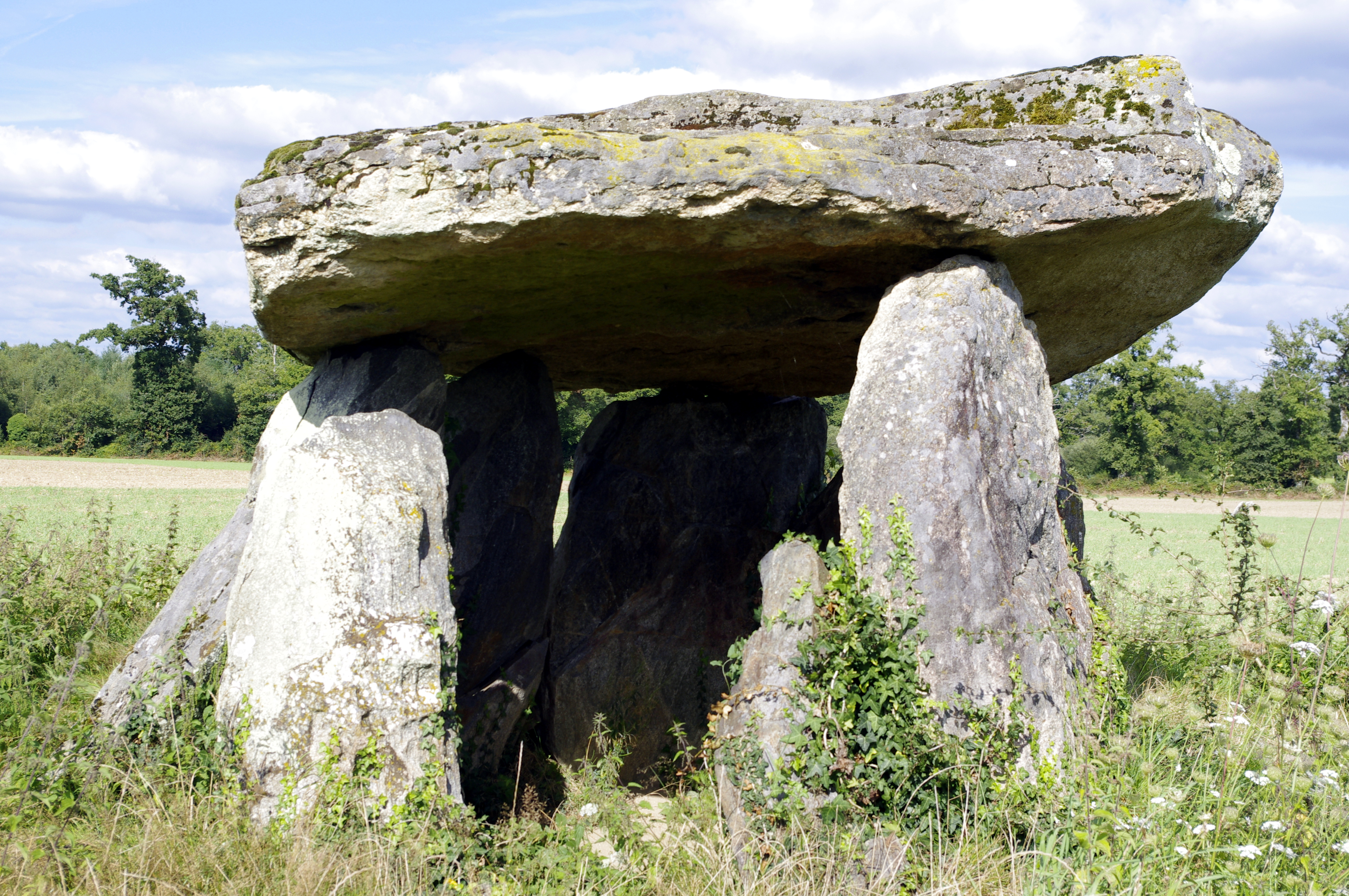
Dolmens de la Betoulle.
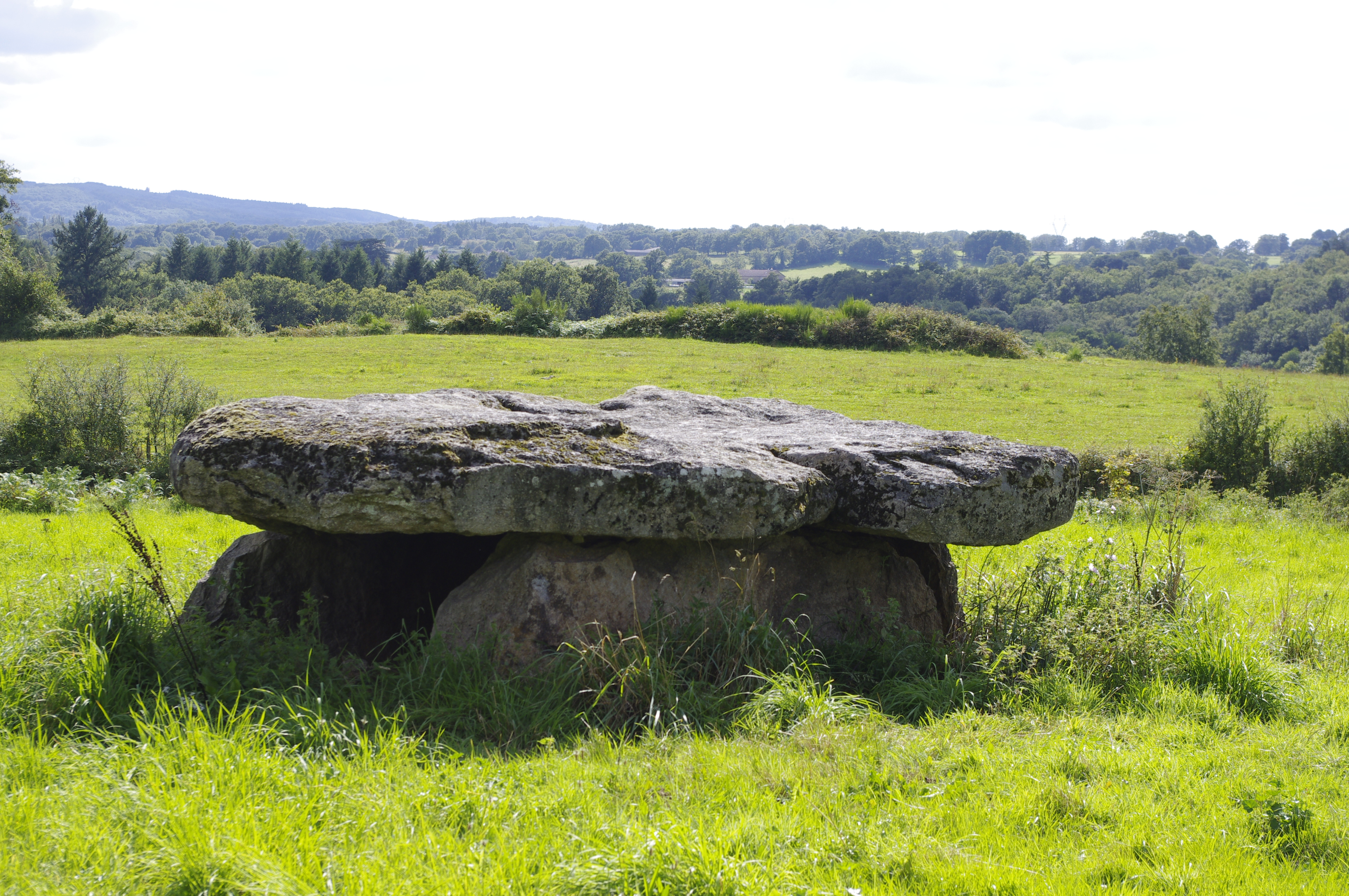
Dolmen de La Lue.
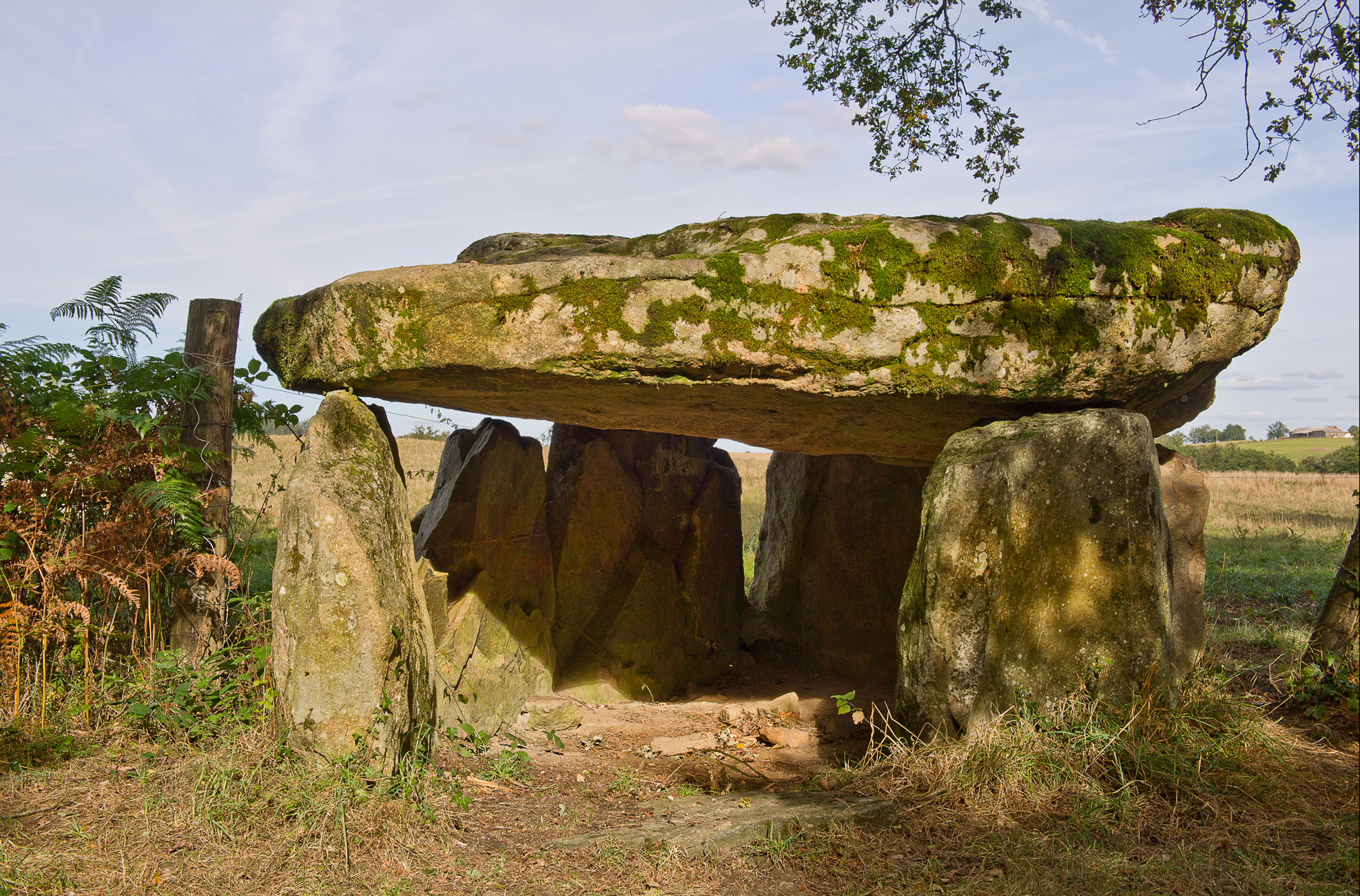
Dolmen de Berneuil no 2.

### Blasonnement
|  | Les armoiries de Berneuil se blasonnent ainsi : D'azur au dolmen d'argent posé sur une terrasse d'or, au chef aussi d'argent chargé de trois frênes arrachés de sinople. |